# Petite théorie des cordes
En physique théorique, la petite théorie des cordes est une théorie non-locale et non-gravitationnelle en six dimensions d'espace-temps qui peut être obtenue comme une théorie effective vivant sur des NS5-branes dans la limite où la gravité découple. Les petites théories des cordes possèdent une symétrie de dualité T, comme leur « grande sœur » en dix dimensions, la théorie des cordes.
La dénomination « petite théorie des cordes » tire son origine du constat que cette théorie possède beaucoup de caractéristiques communes avec la théorie des cordes habituelle (dont bien évidemment la présence de cordes), mais ne contient pas de graviton et vit de surcroît dans un espace-temps de plus petite dimension. Autrement dit, le nombre de degrés de liberté y est apparemment plus petit.
Cette théorie est plus rarement appelée théorie des petites cordes. Dan Israël, par exemple, utilise la double terminologie dans sa thèse, mais Sylvain Ribault semble être plus prudent.) Cette dénomination est problématique car elle suggère des cordes de petite taille. On parlera alors plutôt de cordes courtes (et par opposition de cordes longues), qui ne sont pas l'objet de la petite théorie des cordes, mais peuvent cependant intervenir dans la description de certains aspects de la théorie des cordes en trois dimensions non sans lien avec le sujet, comme on peut le voir par exemple dans la discussion sur les cordes courtes/longues dans la thèse de D. Israël.